# Le chagrin e la pitié
Le Chagrin e la Pitié è un film del 1969 diretto da Marcel Ophüls.